# Костянтинівська селищна рада (Краснокутський район)
Костянти́нівська се́лищна ра́да — адміністративно-територіальна одиниця та орган місцевого самоврядування у Краснокутському районі Харківської області. Адміністративний центр — селище міського типу Костянтинівка.

## Загальні відомості
- Костянтинівська селищна рада утворена в 1920 році.
- Територія ради: 74,367 км²
- Населення ради: 2 381 особа (станом на 2001 рік)

## Населені пункти
Селищній раді підпорядковані населені пункти:
- смт Костянтинівка
- с-ще Кам'яно-Хутірське
- с-ще Ковалівське
- с-ще Степове

## Склад ради
Рада складається з 16 депутатів та голови.
- Голова ради: Конюшенко Юрій Вікторович
- Секретар ради: Посмітна Катерина Павлівна

### Керівний склад попередніх скликань
| Прізвище, ім'я, по батькові | Основні відомості                                                        | Дата обрання | Дата звільнення |
| --------------------------- | ------------------------------------------------------------------------ | ------------ | --------------- |
| Рідна Наталія Іванівна      | Селищний голова, 1951 року народження, позапартійна                      | 26.03.2006   | 31.10.2010      |
| Конюшенко Юрій Вікторович   | Селищний голова, 1967 року народження, освіта вища, член Партії регіонів | 31.10.2010   |                 |

Примітка: таблиця складена за даними сайту Верховної Ради України

### Депутати
За результатами місцевих виборів 2010 року депутатами ради стали:

#### За суб'єктами висування
| Суб'єкт висування                                       | Кількість обраних депутатів | %    |
| ------------------------------------------------------- | --------------------------- | ---- |
| Партія регіонів                                         | 11                          | 68,8 |
| Соціалістична партія України                            | 2                           | 12,5 |
| Аграрна партія України                                  | 1                           | 6,3  |
| Політична партія Всеукраїнське об'єднання «Батьківщина» | 1                           | 6,3  |
| Самовисування                                           | 1                           | 6,3  |

#### За округами
| № округу                                                | Прізвище, ім'я, по батькові    | Дата визнання обраним | Освіта             | Партійна приналежність                        | Відомості про обраного депутата                             |
| ------------------------------------------------------- | ------------------------------ | --------------------- | ------------------ | --------------------------------------------- | ----------------------------------------------------------- |
| Аграрна партія України                                  |                                |                       |                    |                                               |                                                             |
| 8                                                       | Чернятін Анатолій Семенович    | 01.11.2010            | вища               | член Аграрної партії України                  | Костянтинівська селищна рада, секретар                      |
| Партія регіонів                                         |                                |                       |                    |                                               |                                                             |
| 1                                                       | Посмітна Катерина Павлівна     | 01.11.2010            | вища               | член Партії регіонів                          | Костянтинівська селищна рада, секретар                      |
| 2                                                       | Москвітіна Ольга Петрівна      | 01.11.2010            | вища               | член Партії регіонів                          | Костянтинівська селищна рада, діловод                       |
| 3                                                       | Гришко Валерій Петрович        | 01.11.2010            | вища               | член Партії регіонів                          | фермерське господарство "Ковальчуківське", головний інженер |
| 4                                                       | Шпарага Сергій Михайлович      | 01.11.2010            | вища               | член Партії регіонів                          | Костянтинівська селищна рада, секретар                      |
| 5                                                       | Суровикін Юрій Васильович      | 01.11.2010            | вища               | член Партії регіонів                          | Костянтинівська селищна рада, секретар                      |
| 6                                                       | Легка Антоніна Григорівна      | 01.11.2010            | вища               | член Партії регіонів                          | Костянтинівська селищна рада, секретар                      |
| 7                                                       | Варава Наталія Володимирівна   | 01.11.2010            | вища               | член Партії регіонів                          | Костянтинівська селищна рада, секретар                      |
| 9                                                       | Калита Ніна Василівна          | 01.11.2010            | вища               | член Партії регіонів                          | Костянтинівська селищна рада, секретар                      |
| 13                                                      | Майфат Тетяна Володимирівна    | 01.11.2010            | вища               | член Партії регіонів                          | Костянтинівська селищна рада, секретар                      |
| 14                                                      | Халтурін Василь Олександрович  | 01.11.2010            | середня            | член Партії регіонів                          | Костянтинівська селищна рада, секретар                      |
| 15                                                      | Москаленко Наталія Іванівна    | 01.11.2010            | вища               | член Партії регіонів                          | Костянтинівська селищна рада, секретар                      |
| Політична партія Всеукраїнське об’єднання "Батьківщина" |                                |                       |                    |                                               |                                                             |
| 12                                                      | Шкурпело Наталія Володимирівна | 01.11.2010            | вища               | член Всеукраїнського об’єднання "Батьківщина" | Костянтинівська селищна рада, секретар                      |
| Соціалістична партія України                            |                                |                       |                    |                                               |                                                             |
| 11                                                      | Маслій Ірина Володимирівна     | 01.11.2010            | вища               | член Соціалістичної партії України            | Костянтинівська селищна рада, секретар                      |
| 16                                                      | Курильчук Лілія Володимирівна  | 01.11.2010            | середня спеціальна | член Соціалістичної партії України            | Костянтинівська селищна рада, секретар                      |
| Самовисування                                           |                                |                       |                    |                                               |                                                             |
| 10                                                      | Булига Микола Петрович         | 01.11.2010            | середня            | позапартійний                                 | Костянтинівська селищна рада, секретар                      |